# Konsthögskolor i Sverige

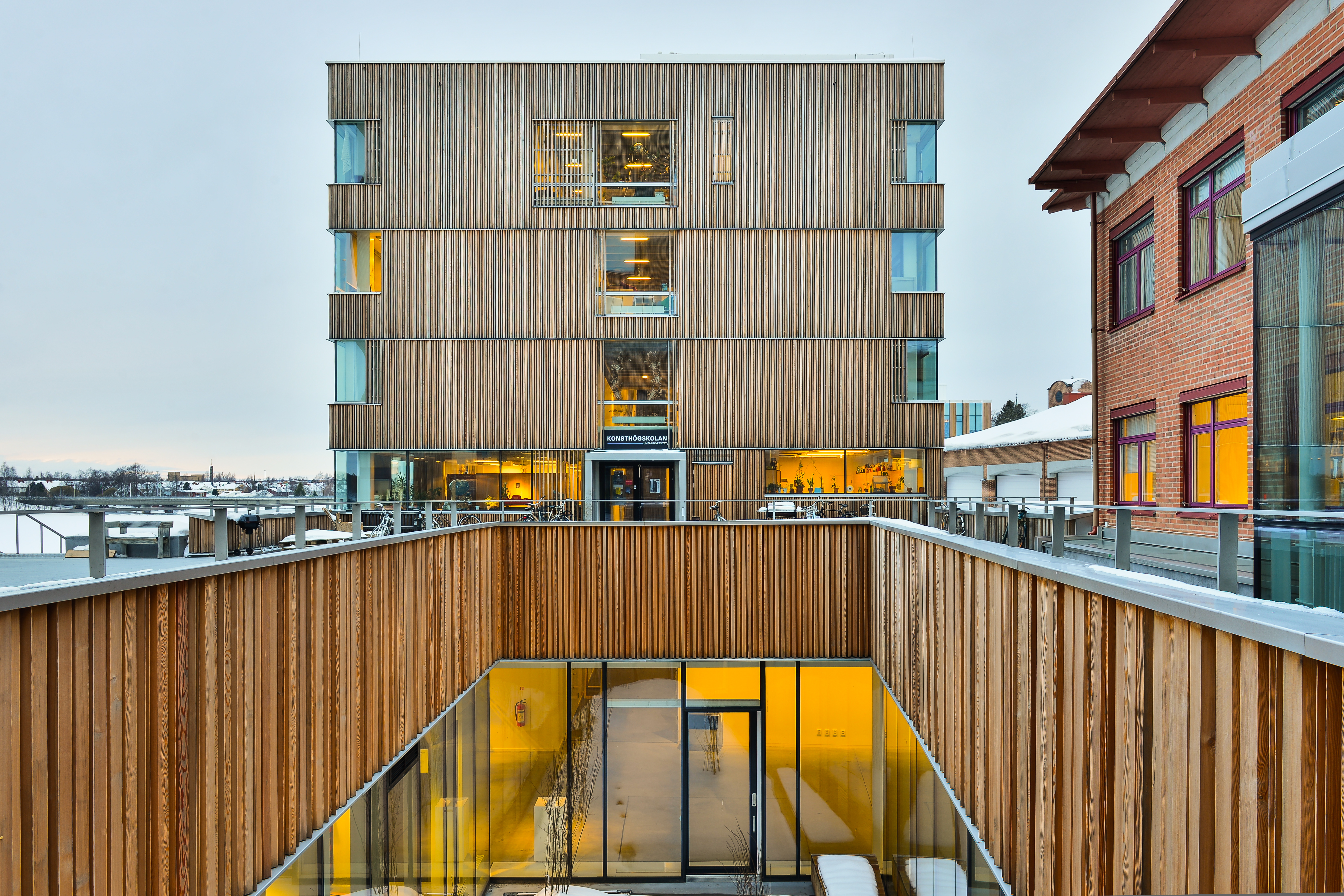
Konsthögskolans i Umeå byggnad, ritad av Henning Larsen Architects och White arkitekter

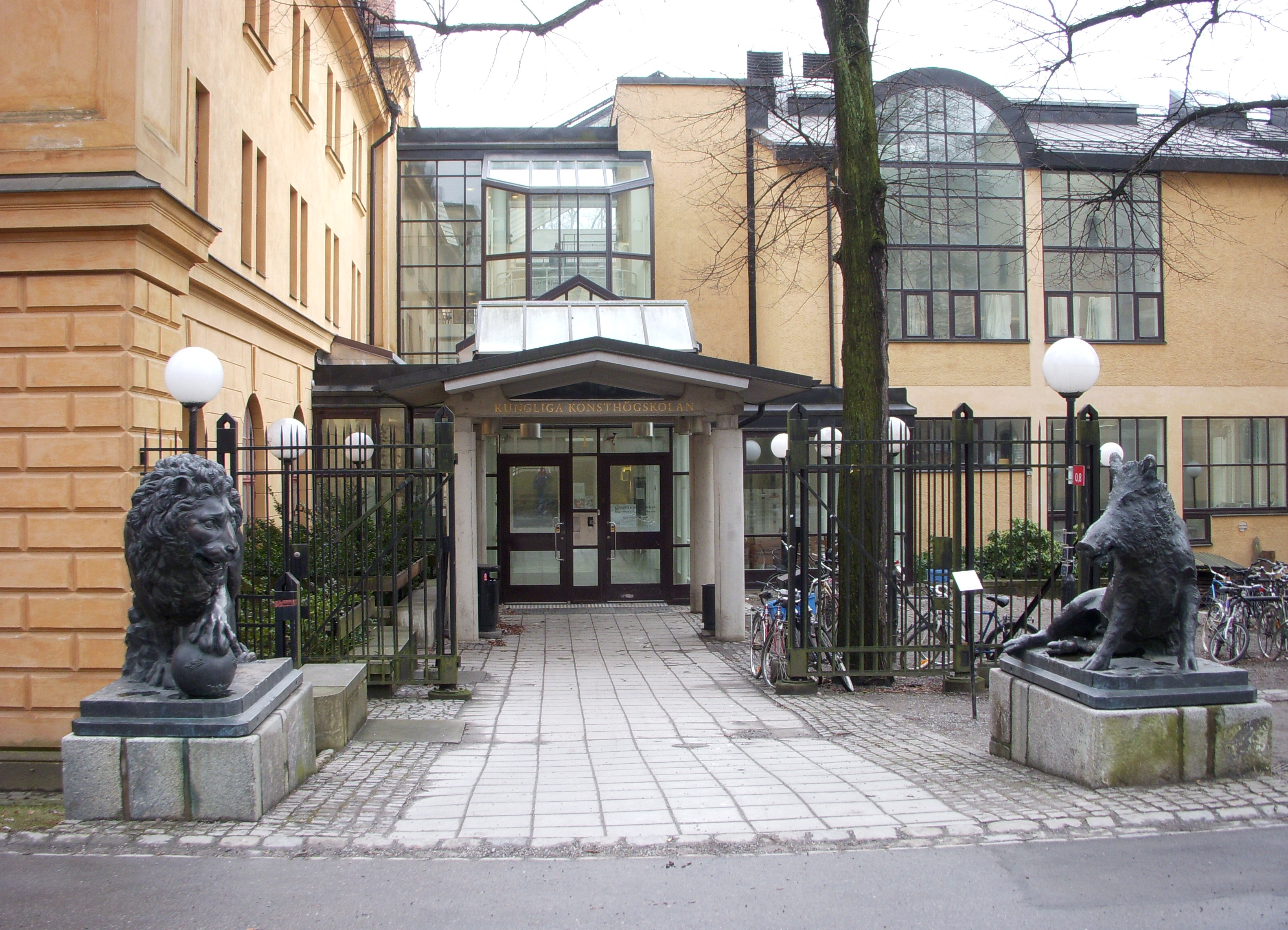
Entrén till Kungliga Konsthögskolan i Stockholm

## Universitet och högskolor med konstnärlig utbildning inom bild och film
- Beckmans designhögskola, Stockholm
- Konstfack, Stockholm
- Göteborgs universitet
  - Filmhögskolan i Göteborg
  - Högskolan för fotografi
  - Högskolan för design och konsthantverk
  - Konsthögskolan Valand
  - Steneby - Institutionen för Konsthantverk och Design, Dals Långed
- Lunds universitet
  - Konsthögskolan i Malmö
- Umeå universitet
  - Konsthögskolan i Umeå
- Kungliga Konsthögskolan, Stockholm